# تمثال البركان

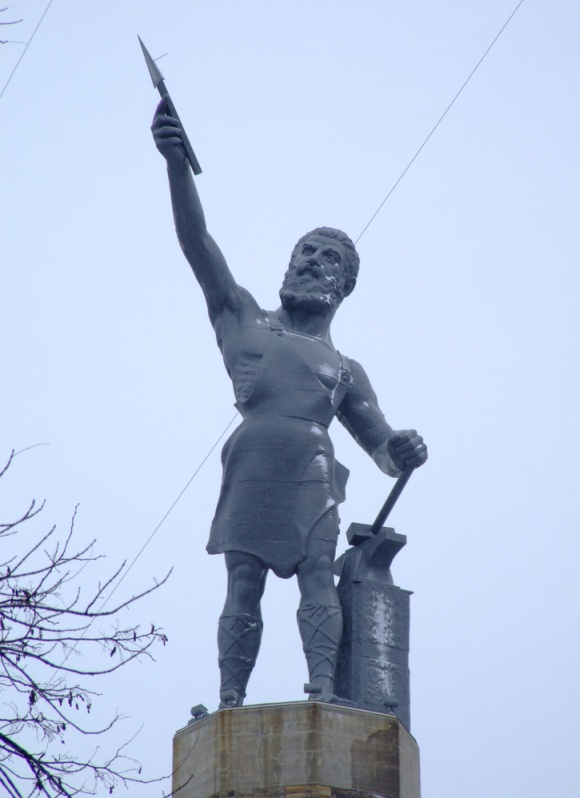

تمثال البركان Vulcan Statue هو أكبر تمثال من الحديد المسبوك في العالم، ويعتبر رمزا لمدينة برمينجهام في ولاية ألاباما الأمريكية ويعكس تاريخها في صناعة الحديد والصلب. ويرمز التمثال إلى الإله الروماني بركان رب النار والكير، ويبلغ طوله 17 مترا، وهو بذلك سابع أطول تمثال في الولايات المتحدة.
‌